# David Shumbris
David Shumbris (Goshen, 7 novembre 1972) è un attore e stuntman statunitense.

## Filmografia parziale

### Attore
- Duplicity, regia di Tony Gilroy (2009)
- A Vigilante, regia di Sarah Dagger-Nickson (2018)
- Bull - serie TV, episodio 5x08 (2020)

### Stuntman
- Little Nicky - Un diavolo a Manhattan (2000)
- Kate e Leopold (2001)
- Stuart Little 2 (2002)
- Un boss sotto stress (2002)
- School of Rock (2003)
- The Forgotten (2004)
- I padroni della notte (2007)
- Duplicity (2009)
- Fuori controllo (2010)
- Il dittatore (2012)